# Incident du 15 juillet

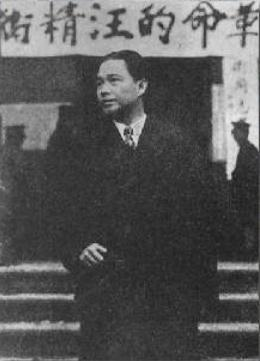
Wang Jingwei avant le 15 juillet

L'incident du 15 juillet (en Chinois : 七一五事变), aussi nommé par le Parti communiste chinois le Coup d'État contre-révolutionnaire du 15 juillet, et par le Kuomintang la scission Wuhan-communiste, est une crise politique survenu le 15 juillet 1927.
Cet évènement survient à la suite de l'accroissement des tensions entre le gouvernement du Kuomintang de Wuhan dirigé par Wang Jingwei et le Parti communiste chinois.
Réalisé sous la pression de Tchang-Kai-Chek, dirigeant rival issu du Kuomintang et basé à Nankin, l'incident débouche sur de violentes purges anti-communistes au sein de l'alliance KMT-PCC.

## Contexte
La Chine, divisée entre une multitude de seigneurs de la guerre, fut en partie réunifiée par l'expédition du Nord (1926-1928). Cette offensive est permise par une alliance entre le parti communiste chinois et le Kuomintang, le premier front uni. Malgré ce pacte, les accords entre les deux parties demeurent fragiles. Ainsi, lorsqu'en 1927, la faction radicale et nationaliste de Tchang-Kai-Chek massacre à Sanghai les forces communistes supposément alliées, certains de ses alliés du Kuomintang protestent. En plus de la rupture entre le PCC et le Kuomintang, le Kuomintang se divise entre les partisans et opposants du front uni. Les critiques les plus fortes émergent du cadre du KMT Wang Jingwei. Dénonçant les actions de Tchang, ses paroles marquent le début de la scission Nankin-Wuhan. Le Kuomintang se divise donc en deux factions : la faction de Wuhan, dirigée par Wang et favorable à l'alliance avec le PCC, et la faction de Nankin, dirigée par Tchang et hostile au front uni.
Le pouvoir chinois n'étant pas unifié, des nombreux seigneur de guerre prennent positions. Le seigneur de la guerre Feng Yuxiang, qui commendait d'importantes forces militaires, appel à la rupture avec le parti communiste chinois.

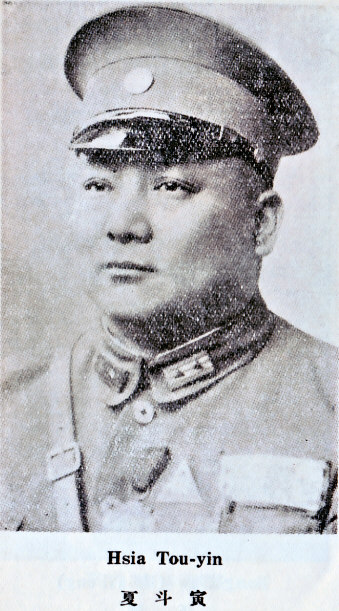
Xia Douyin

En dépit des purges et du massacre de Shanghai, les forces communistes continuent de s'entretenir avec les forces nationalistes lors de conférences conjointes. Dans le pays, et malgré la répression, les forcent communistes continuent de croitre, se gonflant d'ouvriers et de payans. L'augmentation des actions communistes, notamment à l'encontre des propriétaires terriens et des marchands, jettent cependant un froid avec les généraux et soldats du Kuomintang. Souvent issus de ces classes sociales, ces derniers s'inquiètent de l'augementation des affrontements et assassinats issus de cette guerre des classes. Ainsi, des militaires comme les commandants Xu Kexiang et Xia Douyin, mènent de meur propre chef des opérations de désarmements et de lutte anti-communiste. Afin de maintenir l'alliance avec les communistes, le gouvernement de Wuhan ordonne sans succès d'arrêter ces généraux. Le seigneur de la guerre He Jian leur offre protection et fait défection auprès du gouvernement de Tchang-Kai-Shek. Par ce retournement, le gouvernement de Wuhan perd le contrôle de certaines parties des provinces de Hubei et du Hunan. Le 29 juin, le commandant de la garnison de la capitale Wuhan, Li Pinxian, déclare sous soutien à la lutte anti-communiste et fait dispersé les grévistes de la ville de Hankou.
Face à ces troubles, le Komintern publie le 1er juin une suite de directives connues comme les « instructions de mai ». Ces consignent destinées aux forces communistes engage le PCC dans le voie de la lutte avec le Kuomintang. Soumis à la pression de ses soutiens et de ses opposants, Wang décide de rompre avec le PCC et l'URSS.

## Les événements du 15 juillet
Le 15 juillet, Wang Jingwei organise une réunion au sein du Kuomintang. Lors de cette réunion, il révèle les instructions remises par le komintern au PCC et condamne les actions du parti communiste. Si le gouvernement de Wuhan s'engage à chasser les communistes du territoire, Wang maintient que cela doit être fait sans violences. L'exclusion du parti communiste est approuvée par les membres présents, à l'exception d'Eugène Chen, le représentant de Soong Qingling. Ainsi, la réunion adpote la "Politique d'unification du Parti", une déclaration ouvertement hostile au PCC, demandant le retrait et la suspension de tous communistes du PCC au sein du Kuomintang et de l'armée. Pour limiter les oppositions, le gouvernement de Wuhan envoie ses émissaires à Moscou pour discuter de la manière de garantir la liberté et la sécurité des communistes se retirant. Wang accuse le lendemain le PCC d'avoir "ruiné la révolution" et suspend tous les communistes de leurs fonctions dans le gouvernement.
Entre le 13 et le 16 juillet, le  principal conseiller soviétique auprès du gouvernement de Wang, Mikhaïl Borodine, quitte Wuhan secrètement. En apprenant son départ, le général He Jian ouvre le feu sur l'ancien quartier général de Borodine et la loi martiale est déclarée dans les territoires du gouvernement de Wuhan. Parallèlement, les troupes fidèles à Tchang-Kai-Chek lancent une invasion, s'appuyant notamment sur les troupes du général frondeur He Jian. Lors de ces attaques sur les positions de la gauche du Kuomintang (faction de Wang), de nombreux opposants à Tchang sont arrêtés et exécutés,. En pleine évacuation, le conseiller militaire soviétique Vasily Blyukher échappe à une tentative d'assassinat alors qu'il était permis de s'enfuir en Russie par Tchang. Le 18 juillet, la ville de Wuhan est couverte de propagande anti-communiste, anti-soviétique et anti-Borodine.
En dépit de la purge, les membres du Kuomintang ayant rejoint Wang Jingwei tenaient toujours Tchang en ennemi.
En réponse à la purge, les forces du PCC ont lancé le soulèvement de Nanchang contre le gouvernement du KMT à Wuhan le 1er août, déclenchant la guerre civile chinoise. Le 19, le gouvernement de Wuhan se reconcilie avec le gouvernement de Nanjing.